# From Dawn Till Dark
Pour plus de détails, voir Fiche technique et Distribution.
From Dawn Till Dark est un film muet américain réalisé par Francis Ford et sorti en 1913.

## Fiche technique
- Réalisation : Francis Ford
- Scénario : Grace Cunard
- Dates de sortie : 
  -  États-Unis : 1er novembre 1913

## Distribution
- Francis Ford : le trappeur
- Grace Cunard : Grace
- Oscar Larson : Dark Cloud
- Harry Schumm : le lieutenant
- Edgar Keller : le colonel